# گری میسون (بازیکن فوتبال)
گری میسون (انگلیسی: Gary Mason؛ زادهٔ ۱۵ اکتبر ۱۹۷۹) بازیکن فوتبال اهل اسکاتلند است.
از باشگاه‌هایی که در آن بازی کرده‌است می‌توان به باشگاه فوتبال همیلتون آکادمیکال، باشگاه فوتبال منچستر سیتی، باشگاه فوتبال سنت میرن، باشگاه فوتبال دانفرملین اتلتیک، و باشگاه فوتبال هارتل پول یونایتد اشاره کرد.
وی همچنین در تیم ملی فوتبال زیر ۲۱ سال اسکاتلند بازی کرده‌است.